# Conops hwangi
Conops hwangi är en tvåvingeart som beskrevs av Chen 1939. Conops hwangi ingår i släktet Conops och familjen stekelflugor. Inga underarter finns listade i Catalogue of Life.